# Cattedrale di Santa Maria Assunta (Asti)
Il Duomo d'Asti, che è anche conosciuto come cattedrale di Santa Maria Assunta, è il principale luogo di culto cattolico di Asti, cattedrale dell'omonima diocesi. Con ottantadue metri di lunghezza e ventiquattro di altezza e larghezza è una delle più grandi chiese del Piemonte, massima espressione dell'architettura gotica della regione e collocabile fra i maggiori esempi del gotico lombardo apprezzabili nel nord Italia.

## Storia

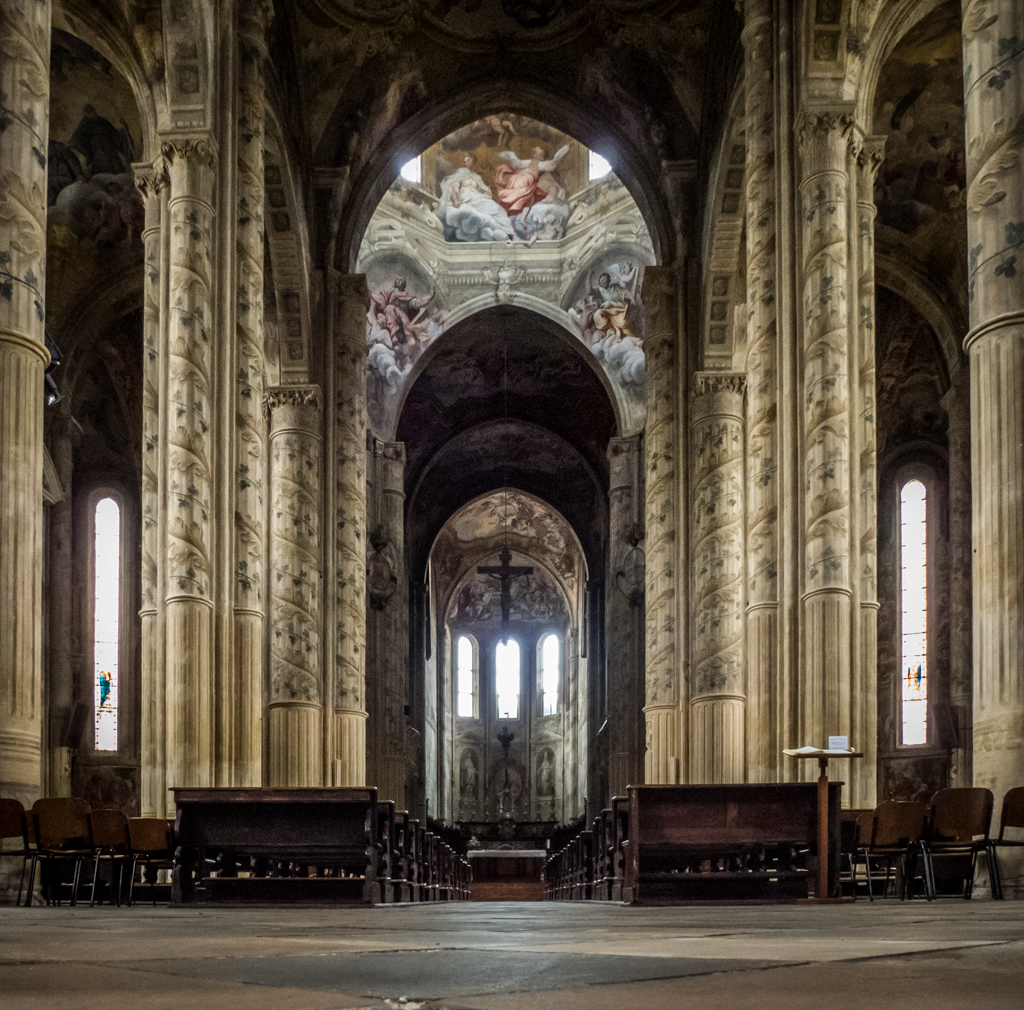
Vista dell'interno a tre navate le cui volte sono decorate da affreschi realizzati nel XVI secolo da alcuni pittori astigiani come Gandolfino da Roreto e Guglielmo Caccia

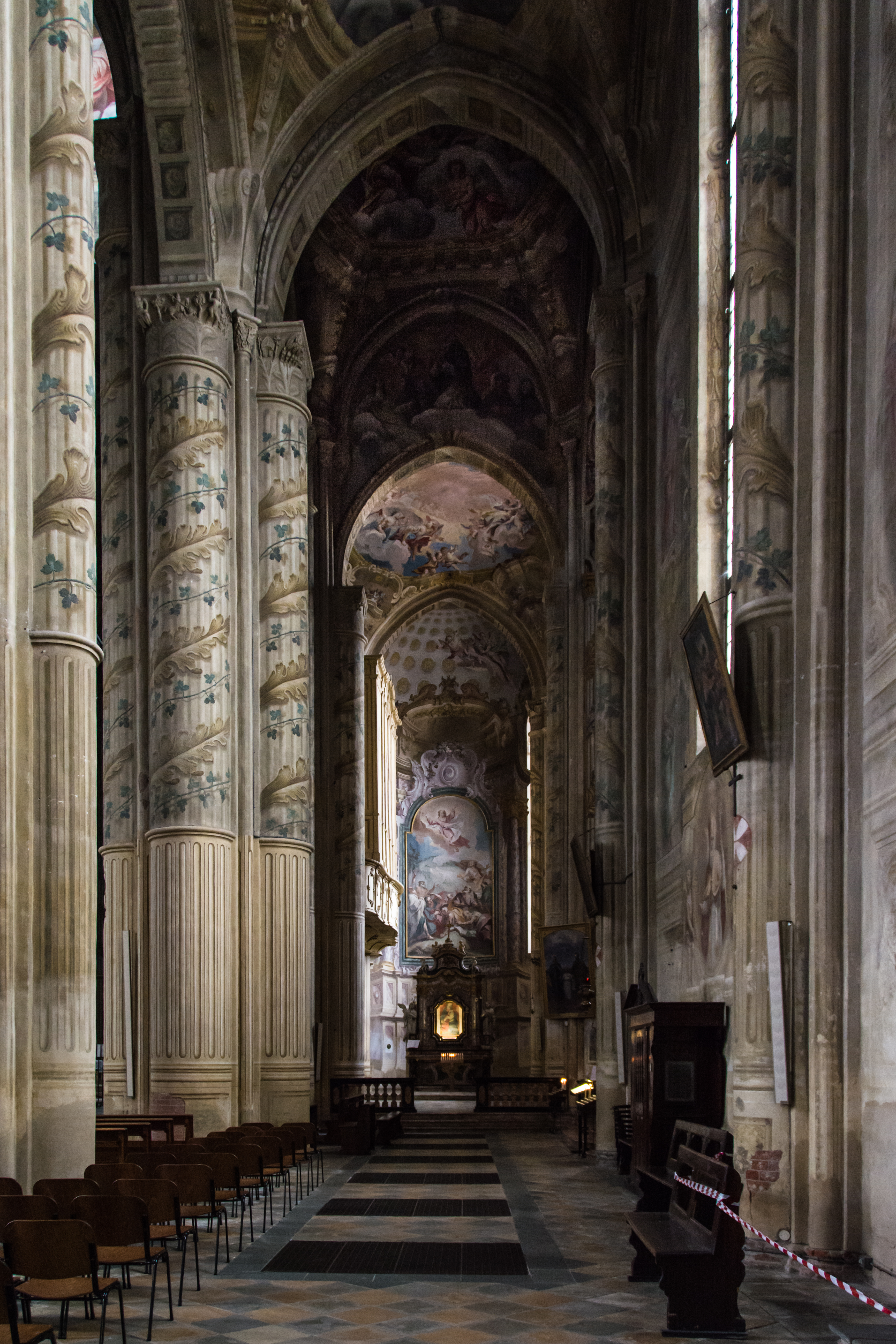
La navata destra

La tradizione vuole che la costruzione della cattedrale di Santa Maria Assunta nasca dalla necessità di spostare all'interno del recinto murario di Asti la chiesa episcopale, sia per motivi di capienza che di origine protettiva, essendo la primitiva chiesa di San Secondo sorta sulla cripta del martire fuori le mura.

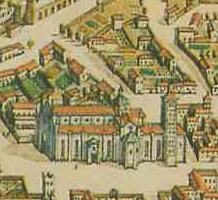
Cattedrale di Asti, dal Theatrum Statuum Sabaudiae del 1671. Si noti il campanile di 7 piani

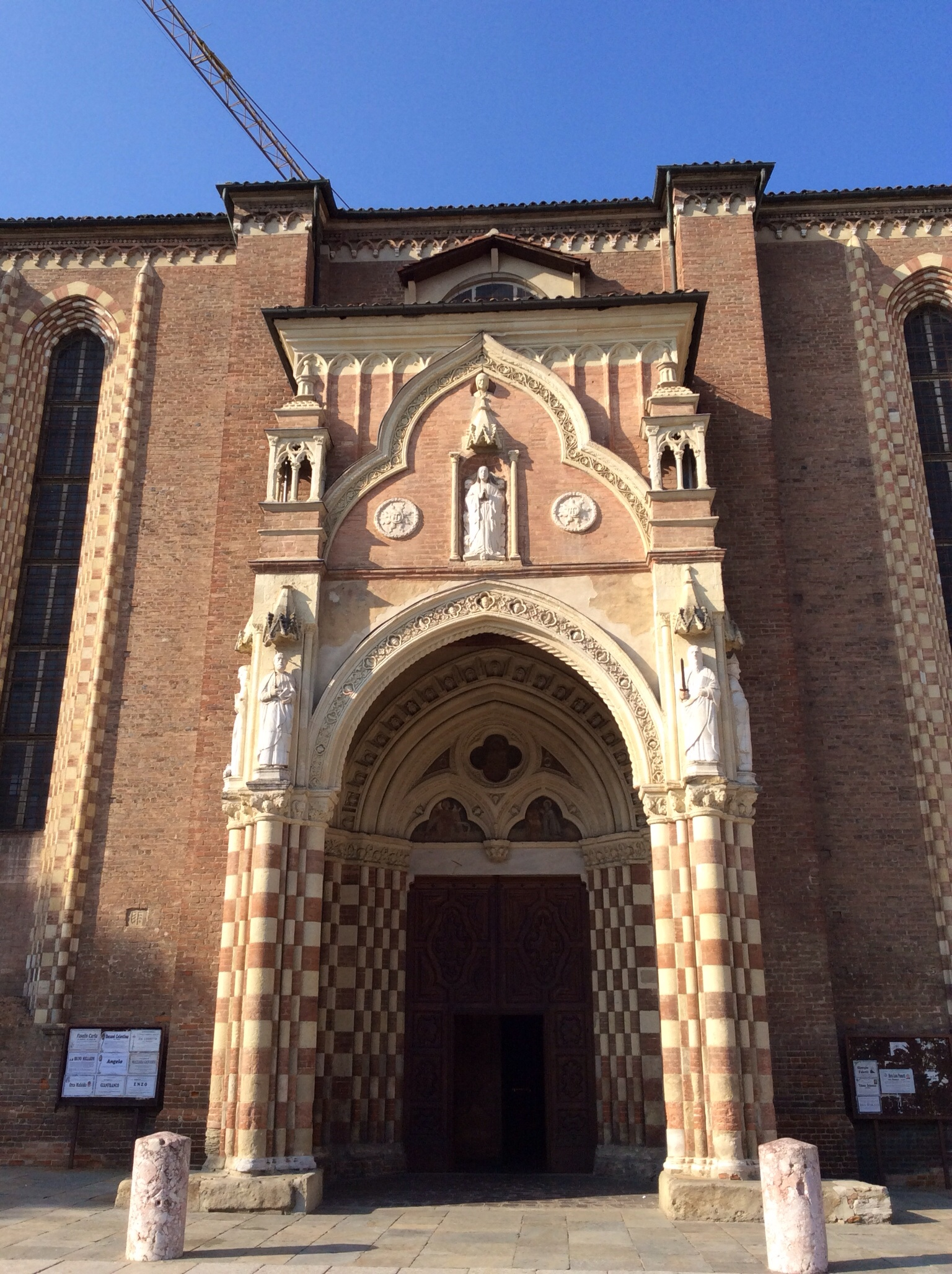
Antiporta Pelletta

È probabile che la prima costruzione della cattedrale si aggiri intorno al V secolo - VI secolo, e potrebbe essere la conseguenza di un agglomerato di edifici abbattuti nella zona episcopale, i cui materiali furono riutilizzati per la nuova chiesa. Tra questi edifici è ancora presente la chiesa di San Giovanni, utilizzata come edificio a funzione battesimale.
Verso l'anno 1070 l'edificio crollò, anche a seguito di un incendio fatto appiccare da Adelaide di Susa, suocera di Enrico IV e vedova successivamente di Ermanno di Svezia, di Enrico Aleramo e di Oddone di Savoia (1023 – 1060), figlio di Umberto I Biancamano, per diatribe con i vescovi di Asti.
Quindi, nel 1095 la nuova cattedrale venne consacrata da papa Urbano II, di passaggio ad Asti e di ritorno da Clermont per predicare la prima crociata.
Secondo gli eruditi ottocenteschi, lo stile di questa costruzione era quello romanico lombardo a tre navate, coperta da una spaziosa galleria o Solana, in cui, secondo l'uso del tempo, si tenevano le adunanze del consiglio comunale e le assemblee deliberative. In realtà studi recenti hanno dimostrato che le "Volte del Duomo" citate in molti documenti pubblici del XIII secolo come una delle sedi assembleari del duomo costituivano un edificio a sé stante, molto probabilmente lo stesso noto oggi come "chiostro dei Canonici"
Il campanile fu il primo che diede segni di cedimento; venne ricostruito a partire dal 1266 ad opera del magister murator Jacopo Ghigo a sette piani, più una guglia ottagonale, in stile romanico-lombardo, ed è quello tuttora esistente, anche se abbassato di un piano (come si vede nel Theatrum Statuum Sabaudiae del 1671).
Poco per volta venne ricostruita tutta la chiesa, con un progetto ardito ed imponente; secondo la tradizione locale fu iniziata sotto il vescovo Guido di Valperga in carica dal 1295 al 1327, continuata dal successore Arnaldo De Rosette che resse l'episcopato fino al 1348 e la condusse a termine, come dimostrato dai suoi stemmi che fregiano i pilastri del grande tiburio.
La cattedrale a tre navate è in stile gotico lineare di asciutto sapore luigiano (ovvero lo stile sviluppatosi in Francia sotto Luigi IX), con predominio della linea verticale con archi a sesto acuto, fortemente influenzato dalle esperienze architettoniche angioine del sud della Francia.
Tra il primo ed il secondo decennio del Trecento, la cattedrale si arricchì di un magnifico e grandioso portale laterale, in gotico fiorito; l'opera, per il suo straordinario livello qualitativo, fu a lungo ritenuta del tardo XV secolo; in realtà in tale epoca si ebbero solo moderate aggiunte decorative finanziate dal nobile Gerolamo Pelletta. Fra esse bisogna ricordare la volta interna del portico, decorata con lo stemma del committente, ed il bassorilievo dell'Assunzione della Vergine posto nel timpano frontale.
La fabbrica della cattedrale non ebbe solo migliorie nei secoli, ma subì anche ritocchi lesivi della primitiva integrità artistica, molte volte dettate dalle mode stilistiche del periodo.
Sul lato settentrionale, ad esempio, furono aperte alcune cappelle barocche in contrasto con la linea solenne ed elegante del gotico. Per fornire uno spazio unitario al vastissimo ciclo di affreschi realizzati nel primo decennio del Settecento furono parzialmente scalpellati i costoloni ogivali delle volte a crociera; gli straordinari capitelli di primo Trecento furono risparmiati, ma quasi tutti furono privati del collarino, ridotte o murate alcune finestre, e tutte le pareti laterali intonacate ed affrescate.
Tutte le volte sono state affrescate dai milanesi Francesco Fabbrica, Pietro Antonio Pozzi, e dal bolognese Bocca con scene della Bibbia ed allegorie degli Ordini religiosi.

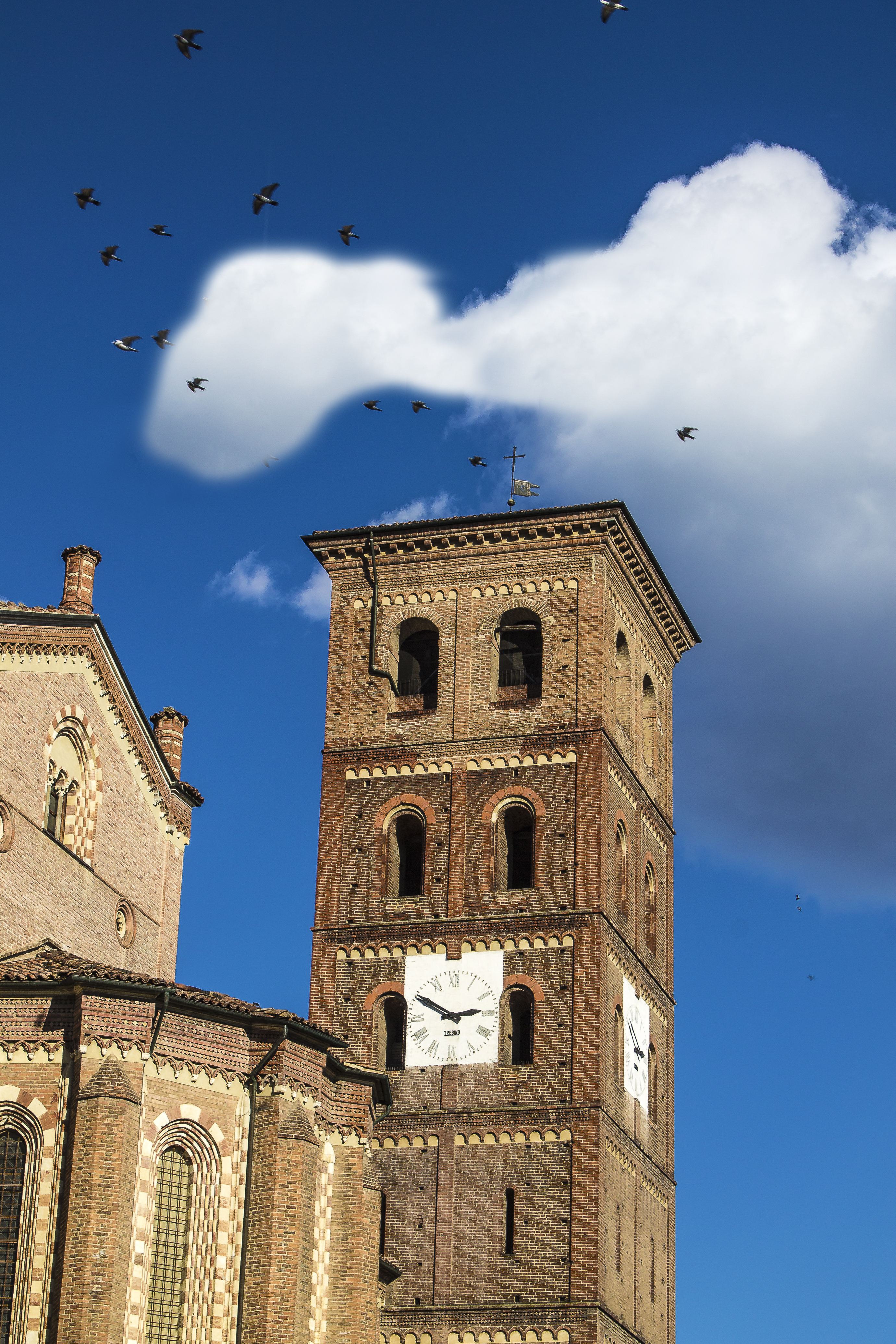
Campanile della cattedrale

La grande fabbrica trecentesca aveva rispettato ed inglobato un'importante struttura preesistente, che secondo alcuni studiosi era il presbiterio della precedente cattedrale romanica, secondo altri una chiesa a sé stante, facente parte del complesso episcopale; tale struttura fu utilizzata come abside della nuova chiesa. Dalle antiche relazioni e dalle visite pastorali, sappiamo che era notevolmente estesa, divisa in tre navate a volta e interamente coperta da insigni e devote pitture murarie. Era però molto più bassa rispetto alla fabbrica gotica: non a caso il duca Vittorio Amedeo II di Savoia visitando il Duomo nel 1711 lo definì "un corpo superbo con una testa umile".
La parte absidale della chiesa fu portata alle attuali proporzioni dall'architetto Bernardo Antonio Vittone, nel 1764, al tempo del vescovo Paolo Maurizio Caissotti, che riprese un progetto iniziato cinquant'anni prima dallo stesso vescovo Innocenzo Milliavacca.
Venne allora arretrato ed ampliato il coro con le due absidi laterali con tre nuove arcate di volta; nel nuovo presbiterio fu collocato il nuovo, grandioso altare centrale. La decorazione a fresco fu assegnata nel 1767 a Carlo Innocenzo Carloni di Scaria che, in collaborazione con Rocco Comanedi di Cima, dipinse Storie di Cristo e della Vergine, Storie dei Santi Marziano e Secondo e Allegorie Sacre.
Nel 1641, incaricando un sacerdote del Capitolo, alla cura delle anime, sorse la necessità di proferirgli un reddito perpetuo per il suo sostentamento. Si dispose che da alcuni beni immobili (terreni e una casa di proprietà del capitolo della Cattedrale) si ricavasse un reddito per la Vicaria perpetua legata alla cappella di San Gottardo che fu unita da allora al titolo di Santa Maria Assunta della Cattedrale. San Bruno (o Brunone) d'Asti, abate benedettino, teologo e vescovo di Segni, visse cinquant'anni dopo Gottardo (960-1038), e fu lui ad introdurre il culto del Santo in città.

## Descrizione
La facciata presenta tre rosoni sormontati da due oculi e da una finestra cruciforme.
Lateralmente, il portale dei Pelletta presenta negli angolari statue di santi, tra cui Girolamo, Pietro, Paolo e Biagio, tutti databili al tardo Quattrocento.
Il campanile di stile romanico, risale al 1266 ed è stato ritoccato nel XVIII secolo; contiene un concerto di nove campane.
Sono presenti anche ruderi di un chiostro.

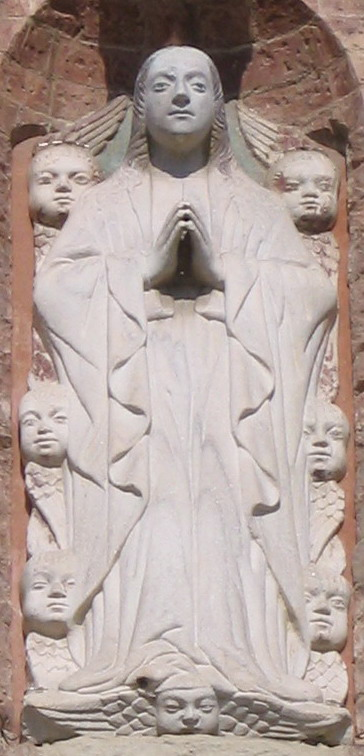
Statua dell'Assunta (antiporta Pelletta)

Nel 1470, a seguito della campagna di abbellimento finanziata dai Pelletta all'antiporta o protiro che prese in seguito il loro nome, fu collocata la statua marmorea di Maria Assunta, circondata da sei teste di angeli alati, a dominare la piazza della Cattedrale e a vigilare sulla città. Da sempre nelle cronache astesi le celebrazioni per la festa della Patrona sono state grandiose e molteplici. Venivano eretti palchi per ospitare cantori e musici provenienti da altre parrocchie e addirittura da altre città.

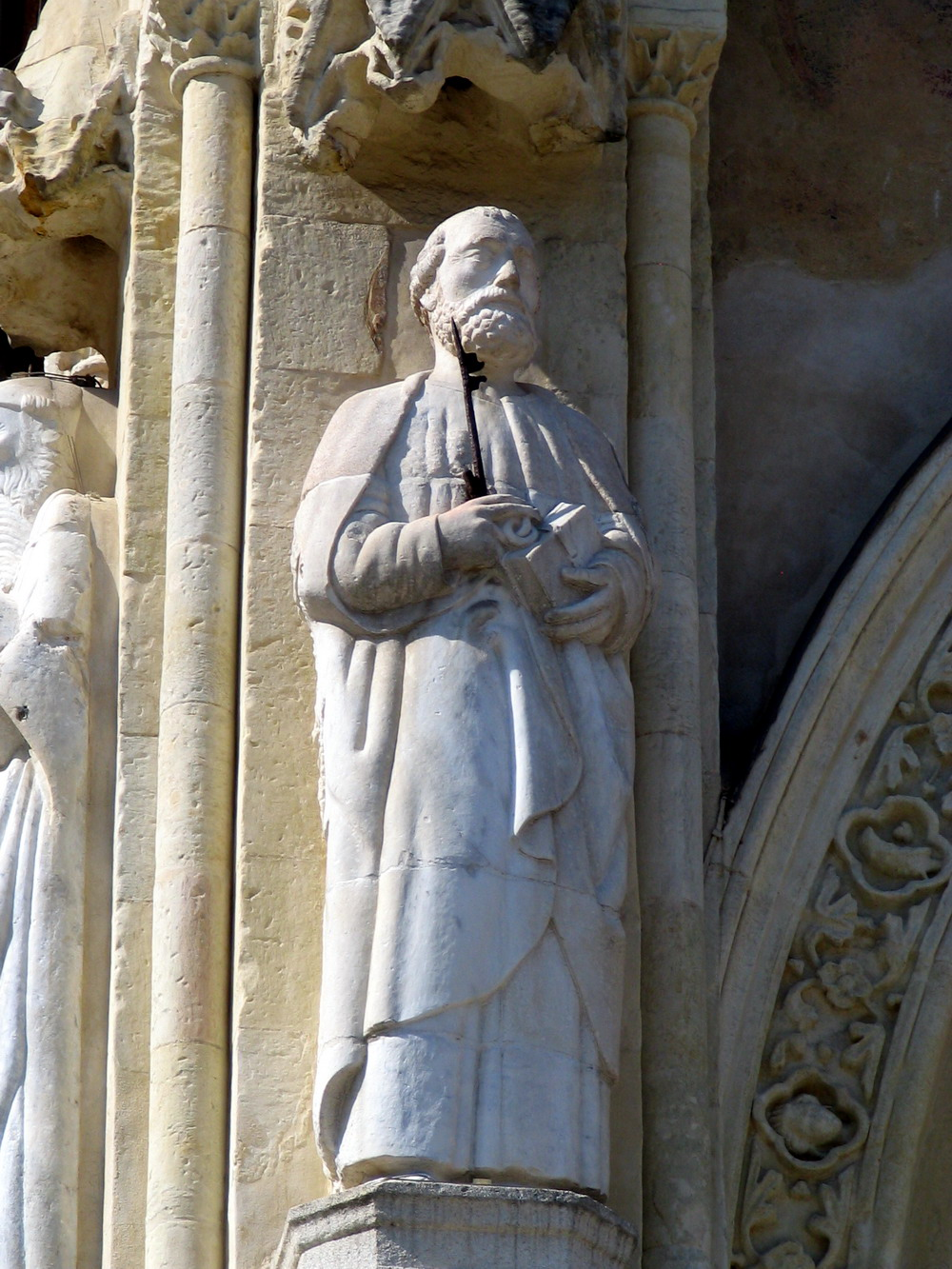
Portale Pelletta, statua di San Pietro
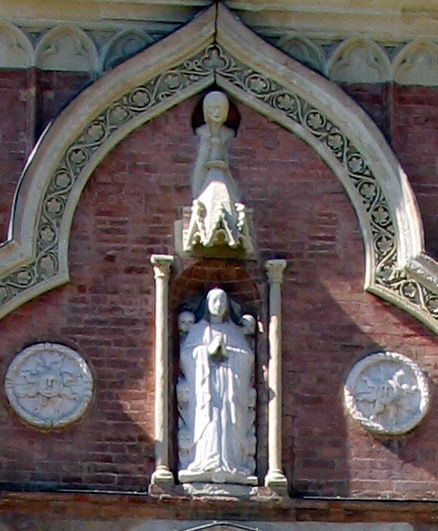
Portale Pelletta, statua di Maria Assunta
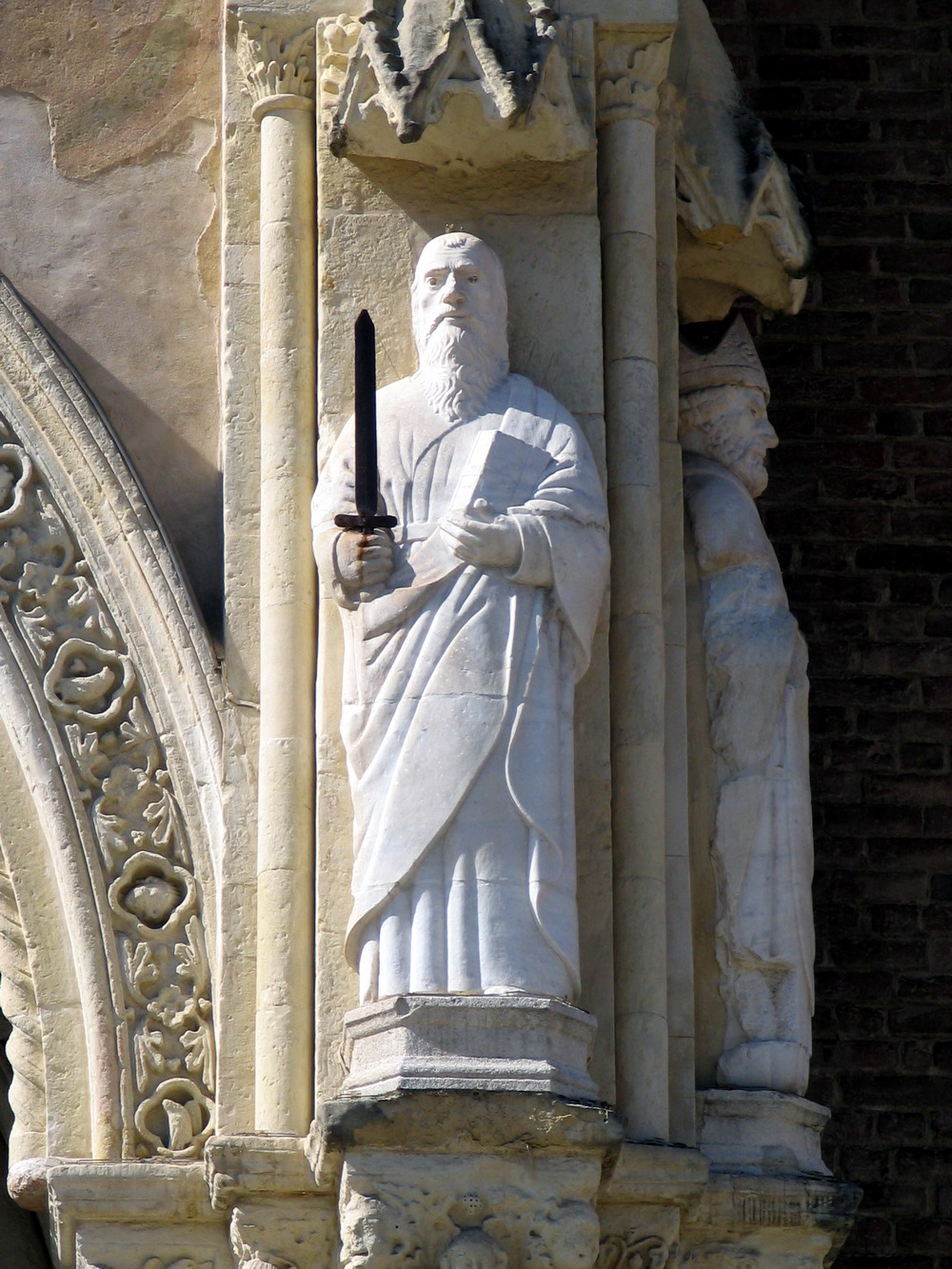
Portale Pelletta, statua di San Paolo

## Opere
- La cappella dell'Epifania decorata dall'astigiano Gian Carlo Aliberti; sull'altare la statua in rame dorato raffigurante la Madonna Assunta, opera di un altro astigiano, lo scultore Giovanni Groppa.
- La parte absidale della chiesa, il coro ligneo, opera del maestro astigiano Salario di Moncalvo, sostituisce l'antico coro realizzato nel 1477 dal pavese De Surso (che si può ammirare oggi nello spazio San Giovanni del museo diocesano della cattedrale).
- Organo dei fratelli Serassi (Bergamo) del 1844, che sostituì l'antico organo di Liborio Grisanti del 1768 posto sulla tribuna lato sud. Quest'ultimo non più in uso dagli anni trenta del Novecento e molto deteriorato è stato restaurato e inaugurato il 23 maggio 2010. Questi due strumenti rappresentano un raro esempio di organi battenti accordati per suonare insieme.
- "Lo Sposalizio della Vergine" databile ai primi anni del Cinquecento, è del pittore Gandolfino da Roreto, gli fu commissionato dai banchieri Alfieri.
- Nella cappella di San Filippo Neri troviamo il polittico Genealogia della Vergine, sempre di Gandolfino: in esso possiamo notare la costruzione degli interni, con pavimento a piastrelle, volta a botte, soffitto a cassettoni.
- Altra pala del pittore astigiano è La Madonna del banchiere (1516): il banchiere è un certo Oberto Solaro, committente del dipinto e ritratto inginocchiato. Nell'antisacrestia del duomo troviamo una Deposizione.
- La Resurrezione (secolo XVI - secolo XVII) di Guglielmo Caccia detto "il Moncalvo".
- Il Compianto su Cristo morto è un gruppo scultoreo risalente all'inizio del Cinquecento e proveniente dalla cappella dell'Ascensione. È costituito da otto figure in terracotta policroma rappresentanti: Cristo morto al centro, dietro di lui la Madonna sorretta da san Giovanni e Maria di Cleofa, la Maddalena e Maria di Salòme, Nicodemo e Giuseppe di Arimatea.

## Galleria d'immagini

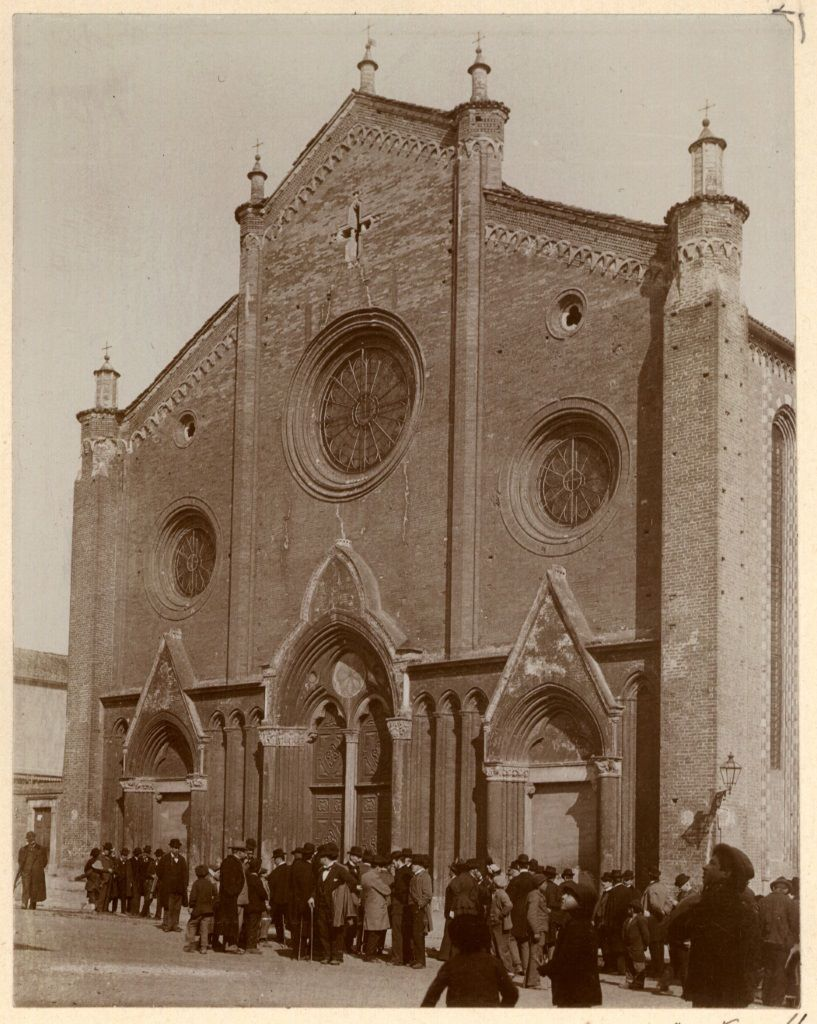
Facciata del duomo nel 1889
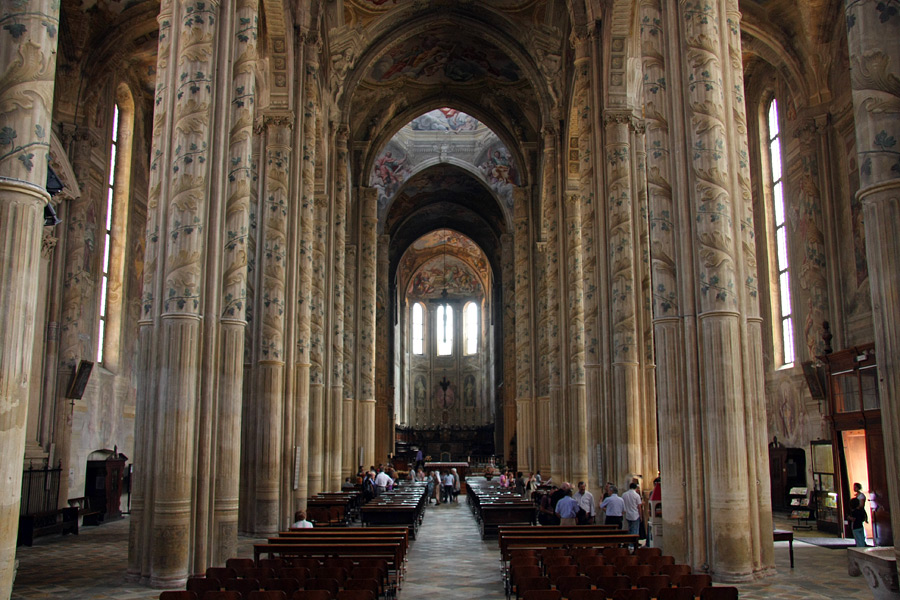
Interno della cattedrale affrescato
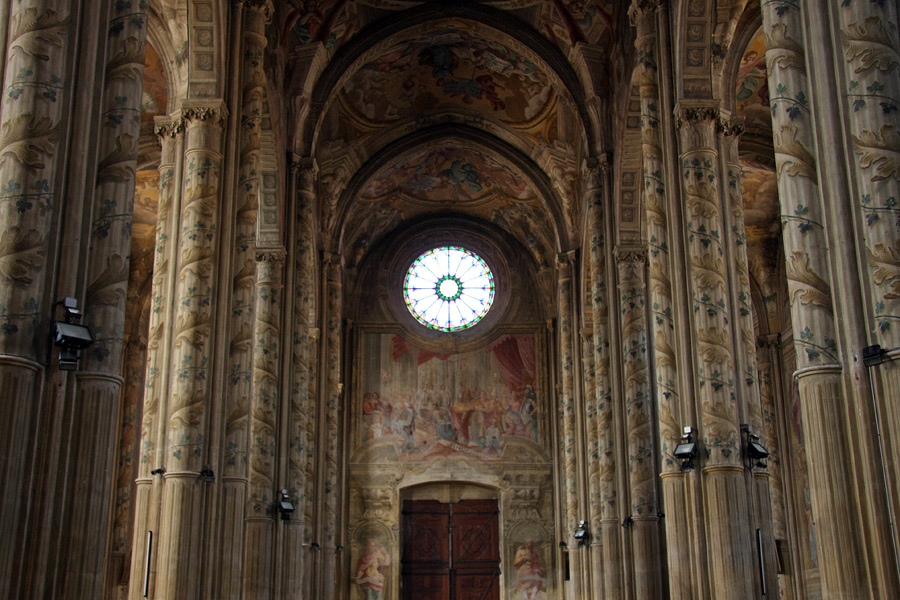
Interno della cattedrale affrescato
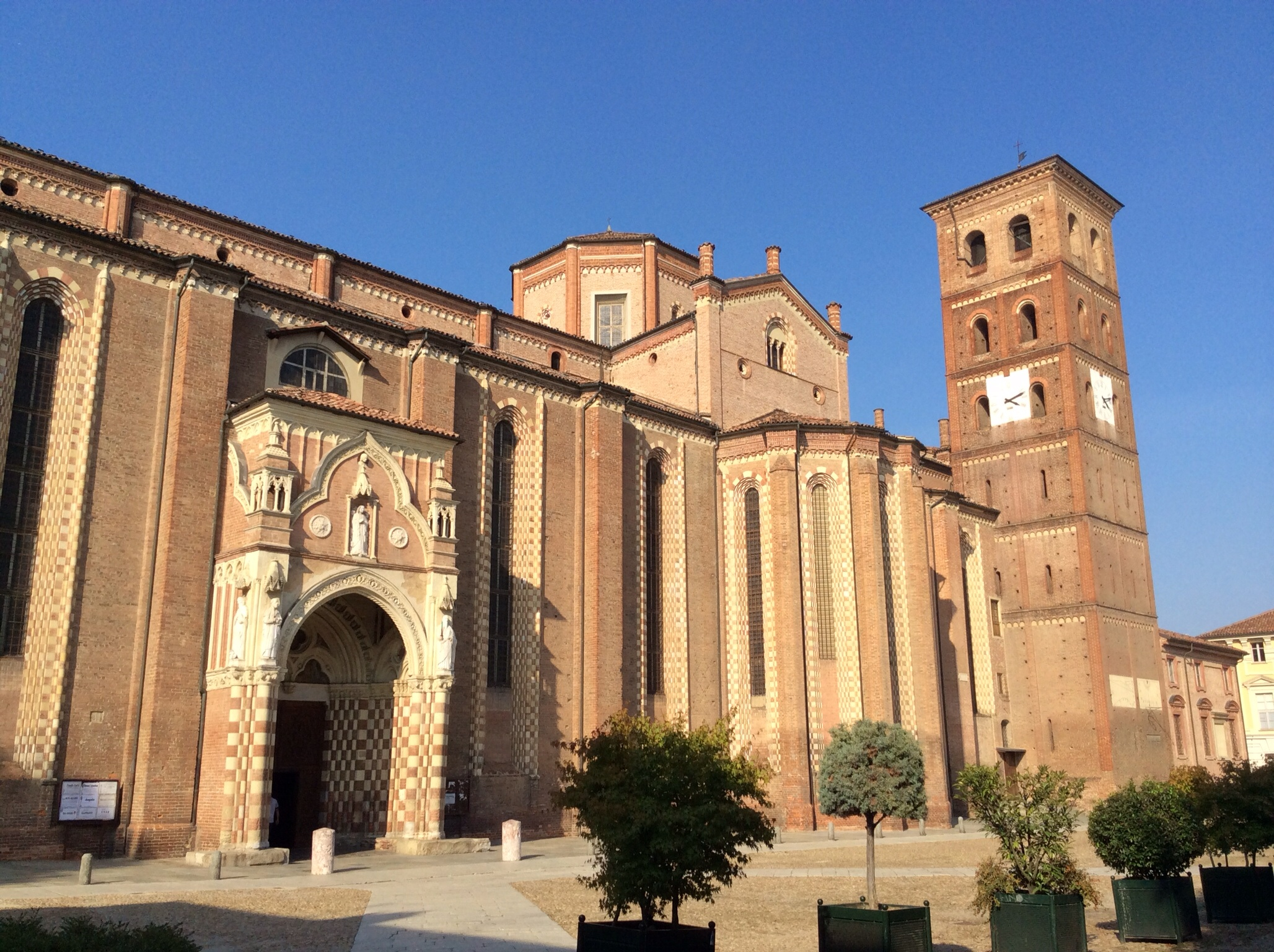
Vista laterale
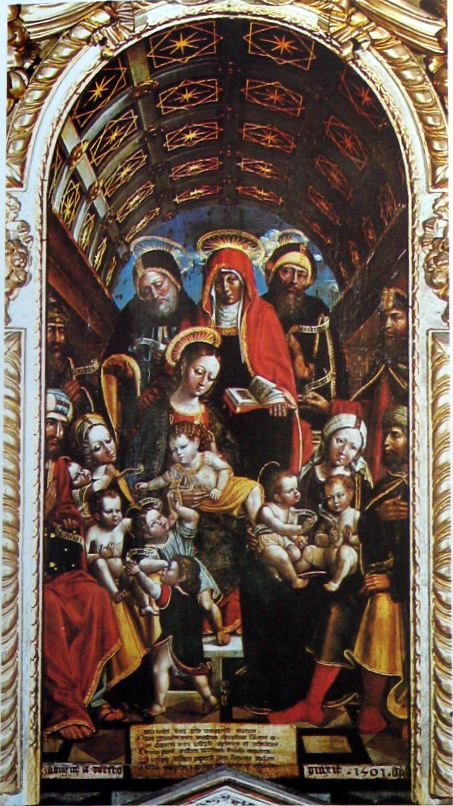
Genealogia della Vergine
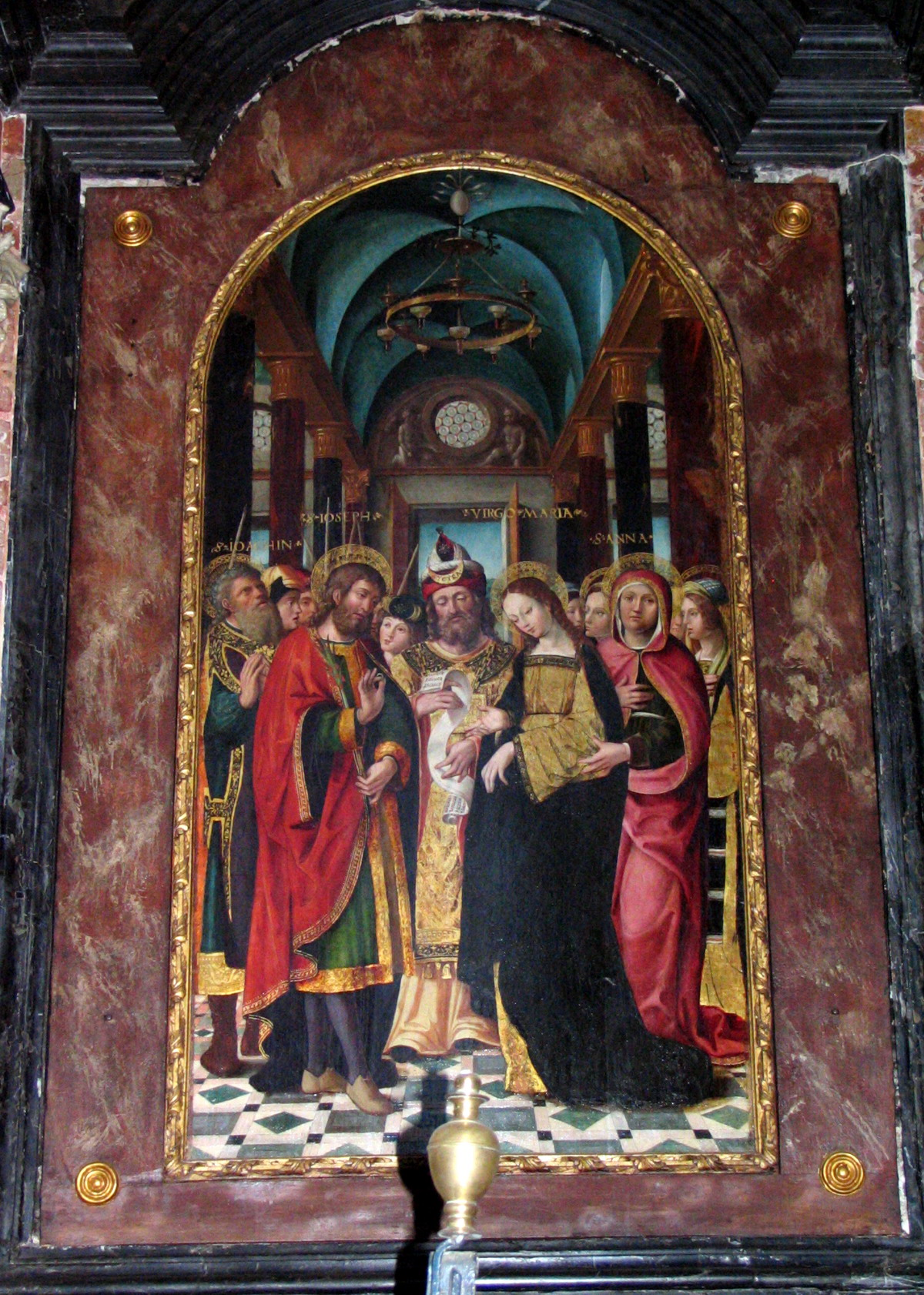
Lo sposalizio della Vergine
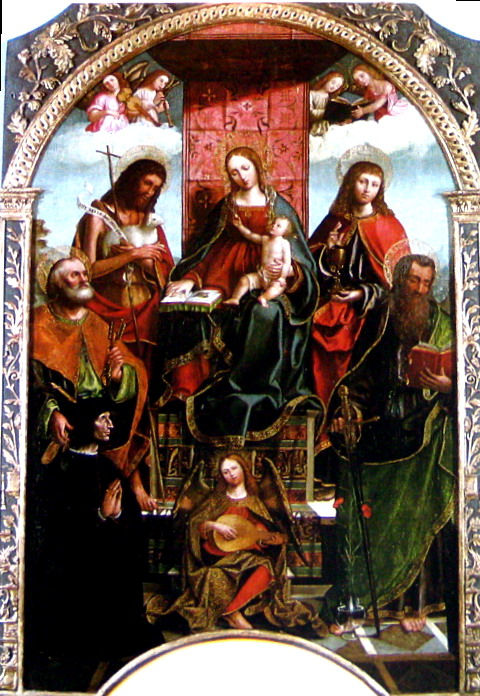
Madonna con Santi e committente Obertino Solaro